# Глинкин, Антон Владимирович
Анто́н Влади́мирович Гли́нкин (род. 28 октября 1988, Челябинск) — российский хоккеист, левый нападающий.
Родился в семье тренера школы ХК «Трактор» Владимира Глинкина. Большую часть карьеры провёл в «Тракторе», сыграв первый матч в Суперлиге в сезоне 2007/08. Летом 2016 года вместе с другом и партнёром по звену Андреем Поповым перешёл в «Ак Барс». В то время характеризовался как «скоростной форвард с мягкими руками, который умеет играть в большинстве и контролировать шайбу». Через два года вернулся в «Трактор», а летом 2020 года стал игроком «Куньлуня».
В сезоне 2014/15 вызывался в сборную России на чешский этап Евротура.
В декабре 2021 года объявил о завершении карьеры.

## Статистика
| Легенда | Легенда                    | Легенда | Легенда                   | Легенда | Легенда    |
| ------- | -------------------------- | ------- | ------------------------- | ------- | ---------- |
| И       | Количество проведённых игр | Штр     | Штрафное время            | +/−     | Плюс-минус |
| Г       | Голы                       | П       | Голевые передачи          | О       | Очки       |
| -       | Статистика неизвестна      | —       | Статистика не учитывалась |         |            |

### Клубная карьера
- a В этом сезоне в «Плей-офф» учитывается статистика игрока в Кубке Надежды.

## Достижения
- Серебряный призёр чемпионата КХЛ в сезоне 2012/13 в составе «Трактора».
- Бронзовый призёр чемпионата КХЛ в сезоне 2011/12 в составе «Трактора».
- Обладатель Кубка Континента в сезоне 2011/12 в составе «Трактора».
- Обладатель Кубка Гагарина в сезоне 2017/18 в составе «Ак Барса»